# Der verführte Mann – L’Homme blessé
Der verführte Mann – L’Homme blessé ist eine Milieustudie des französischen Regisseurs Patrice Chéreau aus dem Jahr 1983. Das Filmdrama basiert auf einem Originaldrehbuch von Chéreau und Hervé Guibert. Die Hauptrollen sind mit Jean-Hugues Anglade und Vittorio Mezzogiorno besetzt.

## Handlung
Die polnischstämmige Emigrantenfamilie Borowiecki ist eine der wenigen Familien, die in den großen Ferien nicht verreist. Die Tochter wird jedoch als Au-pair-Mädchen nach Frankfurt geschickt. Die Eltern und der 16-jährige Sohn, Henri, verabschieden das Mädchen am Abend am Bahnhof. Der Zug hat Verspätung. Henri fallen die Blicke eines älteren Mannes auf, bei dem es sich, wie sich später herausstellt, um Doktor Bosmans handelt, der in der Stricherszene verkehrt. Henri fühlt sich von dem Mann, der ihn begehrlich mustert, zugleich magisch angezogen wie auch abgestoßen.
Henri ist schüchtern, gelangweilt, versponnen und meint, seine Mutter rede zu viel und sein Vater zu wenig. Am nächsten Tag geht er wieder zum Bahnhof in der Hoffnung, dem Fremden erneut zu begegnen. Dort trifft er auf der Bahnhofstoilette auf Jean Lerman, für den er von Anfang an eine Leidenschaft entwickelt, die sich bis zur Obsession steigert. Die Folge ist, dass er sich hin- und hergerissen fühlt zwischen seiner Angst vor einer fremden unbekannten Welt und seiner Sehnsucht, mit Jean zusammen zu sein. Er verliebt sich rettungslos in den fast doppelt so alten undurchsichtigen Mann, dessen roher Charme und grober Sex-Appeal ihn fesseln. Er kann sich dem Milieu, in das er nun abgleitet, nicht mehr entziehen.
Jean, der mit einer duldsamen Frau zusammenlebt, gibt ihm jedoch Rätsel auf. Einerseits organisiert er den Bahnhofsstrich, andererseits gibt er der Polizei hin und wieder Tipps. Zudem geht er mit den Jungen, die bedingungslos zu ihm stehen, auf Diebestour. Durch die um ihn her herrschende Gefühlskälte verändert sich Henri, von dem träumerischen Romantiker, der er anfangs war, bleibt nicht viel übrig. So schaut Henri auch tatenlos zu, als ein Mann brutal einen am Boden liegenden Rentner tritt, und fühlt sich auf eigenartige Weise erregt und angezogen, als der Täter ihn packt und brutal küsst.
Die Beziehung von Henri und Jean endet in Ausweglosigkeit, Henri erdrosselt Jean schließlich beim Liebesakt.

## Produktion

### Produktionsnotizen
Der unter anderem von Azor Films, France 3 Cinéma, Oliane Productions, Renn Productions und der Société des Etablissements L. Gaumont produzierte Film ist der dritte Arbeit für die Kinoleinwand, bei der Patrice Chéreau Regie führte.
Die deutsche Synchronisation wurde 1992 von der Rondo-Film GmbH in Berlin durchgeführt, Dialogbuch und Dialogregie: Heinz Freitag.

### Veröffentlichung
Der Film wurde am 18. Mai 1983 auf dem Filmfestival in Cannes vorgestellt. Am 25. Mai 1983 lief er dann in den französischen Kinos an. Im Oktober 1983 war er beim Chicago International Film Festival vertreten. Im November 1983 wurde er in den Niederlanden veröffentlicht, im Januar 1985 in den USA sowie in Dänemark. Im Jahr 1986 wurde er erstmals in Australien gezeigt und im Mai 1987 in Schweden sowie im November 1993 in Japan. Im November 2005 lief er beim Thessaloniki International Film Festival und war im Oktober 2007 beim Finnish Film Archive screening vertreten. Im Juli 2009 lief er auf dem Karlovy Vary International Film Festival in der Tschechischen Republik. Veröffentlicht wurde er zudem in Argentinien, Spanien, Ungarn und in Polen.
In der Bundesrepublik Deutschland wurde der Film erstmals am 2. August 1985 unter dem Titel Der verführte Mann gezeigt, wobei es sich um die französische Originalfassung handelte, die mit deutschen Untertiteln unterlegt war. Am 24. Juli 1992 wurde dann eine deutsch synchronisierte Fassung von 3sat ausgestrahlt.
Der internationale Filmtitel lautet: The Wounded Man.

## Kritik
„Eine in atmosphärisch dichten Bildern erzählte bedrückende Milieu-Studie mit trostloser Grundstimmung. Inszenatorisch etwas zerdehnt, aber hervorragend gespielt und bei aller Deutlichkeit in der Schilderung des Stricher- und Spanner-Milieus nie spekulativ.“

Die Filmzeitschrift Cinema zog das Fazit: „Schwulendrama […] poetisch, provokativ und mitreißend gespielt“.
Karsten Witte von der Wochenzeitung Die Zeit schrieb, der Film habe einen „mitreißenden Rhythmus, darstellerischde Kraft und eine Vision, die sich an Genet messen“ dürfe.

## Auszeichnungen
Chéreaus Film war im Wettbewerb der Filmfestspiele von Cannes 1983 vertreten, hatte jedoch gegenüber Shōhei Imamuras Tragikomödie Die Ballade von Narayama das Nachsehen. Ein Jahr später wurde das Drama bei den Césars mit dem Preis für das beste Originaldrehbuch ausgezeichnet, während Hauptdarsteller Jean-Hugues Anglade und die Filmeditorin Denise de Casabianca Nominierungen in den Kategorien „Bester Nachwuchsdarsteller“ und „Bester Schnitt“ erhielten.
- 1983: Chicago International Film Festival
- 1983: Patrice Chéreau in Cannes nominiert für die „Goldene Palme“